# Едуард Крігер
Едуард Крігер (нім. Eduard Krieger; 16 грудня 1946, Відень — 20 грудня 2019) — австрійський футболіст, захисник, півзахисник.
Насамперед відомий виступами за клуби «Аустрія» (Відень), «Брюгге» та ЛАСК (Лінц), а також національну збірну Австрії.
Володар Кубка Бельгії.

## Клубна кар'єра
Народився 16 грудня 1946 року в місті Відні. Вихованець юнацьких команд футбольних клубів «Зіммеринг» та «Ваггонфабрік».
У дорослому футболі дебютував 1969 року виступами за команду клубу «Аустрія» (Відень), в якій провів шість сезонів, взявши участь у 169 матчах чемпіонату. Більшість часу, проведеного у складі віденської «Аустрії», був основним гравцем команди.
Своєю грою за цю команду привернув увагу представників тренерського штабу бельгійського клубу «Брюгге», до складу якого приєднався 1975 року. Відіграв за команду з Брюгге наступні три сезони своєї ігрової кар'єри. Граючи у складі «Брюгге» також здебільшого виходив на поле в основному складі команди.
1979 року деякий час грав у Нідерландах, де захищав кольори команди клубу «ВВВ-Венло».
1979 року перейшов до клубу ЛАСК (Лінц), за який відіграв 4 сезони. Тренерським штабом нового клубу також розглядався як гравець «основи». Завершив професійну кар'єру футболіста виступами за команду ЛАСК у 1983 році

## Виступи за збірну
1970 року дебютував в офіційних матчах у складі національної збірної Австрії. Протягом кар'єри у національній команді, яка тривала 9 років, провів у формі головної команди країни 25 матчів.
У складі збірної був учасником чемпіонату світу 1978 року в Аргентині.

## Титули і досягнення
- Володар Кубка Бельгії (1):

«Брюгге»: 1977